# Веб-мастер
Веб-мастер (веб-разработчик) — человек, занимающийся разработкой веб-сайтов или корпоративных приложений для Интернета.
В зависимости от размера коллектива разработчиков, он может объединять в себе функции автора, дизайнера, верстальщика веб-страниц, программиста, системного администратора, модератора, контент-менеджера (ответственного за содержимое), сотрудника технической поддержки, специалиста по продвижению сайта (SEO, «раскрутка») и другие.
Подобные специалисты чаще всего разрабатывают и поддерживают небольшие сайты, так как крупные (и дорогие) интернет-порталы имеют возможность распределить роли на нескольких специалистов (или заказать их услуги в специализированных агентствах).

## История
Термин «веб-мастер» был впервые упомянут праотцом Интернета, Тимом Бернерсом-Ли, в документе «Руководство по стилю гипертекста в онлайне» («Style Guide for Online Hypertext») в 1992 году. В главе «Web Etiquette» он пишет: 
«Вам следует создать почтовый алиас webmaster, чтобы люди легко могли обратиться к вам, если у них возникнут проблемы с вашим сервером, точно как и алиас postmaster для людей, испытывающих проблемы с почтой.»
 Преимущество заключается в независимости адреса электронной почты webmaster@domain.tld от имени человека, занимающего роль веб-мастера. Это слово также рекомендуется для названия почтового ящика в RFC 2142 с мая 1997 года.
В начале 1990-х годов, на заре развития «общедоступного» Интернета, первые сайты были преимущественно небольшими проектами, полностью созданными их автором — от концепции и дизайна до техподдержки и наполнения информацией. Их создателей было принято называть веб-мастерами. С ростом сети и её коммерциализацией выросла и требовательность к сайтам, что привело к специализации веб-мастеров.

## Официальный статус
На 2010 год «веб-мастер» не является официальной профессией на территории СНГ, в странах ЕС и Соединенных Штатах. Также не существует государственных вузов, обучающих необходимым основам. Некоторые (частные) академии предлагают курсы повышения квалификации и выдают сертификаты, не имеющие статуса документа о присвоении учёной степени или учёного звания.

### Использование термина в качестве торгового знака
В 2000 году компании «Веб-мастер», Webmaster Agency и Webmaster.SPb участвовали в судебном разбирательстве по поводу товарного знака webmaster.
В мае 1999 года к руководствам этих компаний обратился директор ЗАО «Информика» Андрей Василевский с предложением о приобретении товарного знака webmaster за 4900 долларов. В случае нежелания выкупить данный товарный знак компаниям было предложено сменить название или купить лицензию на неэксклюзивное использование. Своё требование в «Информике» объясняли тем, что товарный знак «webmaster» был зарегистрирован этой компанией ещё в 1996 году.
В июне 2000 года в апелляционную палату Роспатента петербургской компанией Webmaster.SPb было подано возражение против регистрации номер 159742 товарного знака webmaster, аргументированное тем, что обозначение webmaster стало общепринятым международным термином и вошло во всеобщее употребление. Роспатент вынес решение, что на момент регистрации этот термин ещё не был общепринятым, поэтому неправомерной регистрацию номер 159742 считать нельзя.
23 ноября «Информика» предложила компании Webmaster.SPb не продолжать судебное разбирательство и снизила цену на полный выкуп товарного знака до 4000 долларов. Для того, чтобы доказать неправомерность товарного знака, компаниям было необходимо доказать, что к моменту регистрации термин webmaster активно использовался. В итоге, товарный знак webmaster остался в собственности «Информики», компании «Веб-мастер», Webmaster Agency и WebMaster.Spb продолжают работать под своими названиями, претензий от «Информики» компании больше не получали.

## Требования и задачи
В связи с отсутствием официальных источников, не существует универсального описания требований к веб-мастерам и их задач. Однако во многих сообществах принято считать, что веб-мастер должен владеть техническими знаниями и навыками
- языка разметки гипертекста HTML и основы его оформления с помощью CSS
- о принципе работы сетевого протокола HTTP и стандарте интерфейса CGI
- основ работы с программами по обработке растровой компьютерной графики
- определения поставленной перед сайтом задачи (часто заказчик сам не знает, зачем ему сайт)
- разработки структуры (и логики) сайта, направляющей посетителя к поставленной заказчиком цели

Часто веб-мастер должен иметь опыт работы с интерпретируемыми языками программирования, такими как Perl, PHP, Python, Ruby или др., для обслуживания интерактивных элементов веб-сайта (то есть разделов, позволяющих как-либо обработать информацию, введенную посетителем, например гостевая книга или форма обратного контакта).

## События и праздники
- Ежегодно 4 апреля отмечается неофициальный профессиональный праздник — День веб-мастера.